# Эллинистические армии

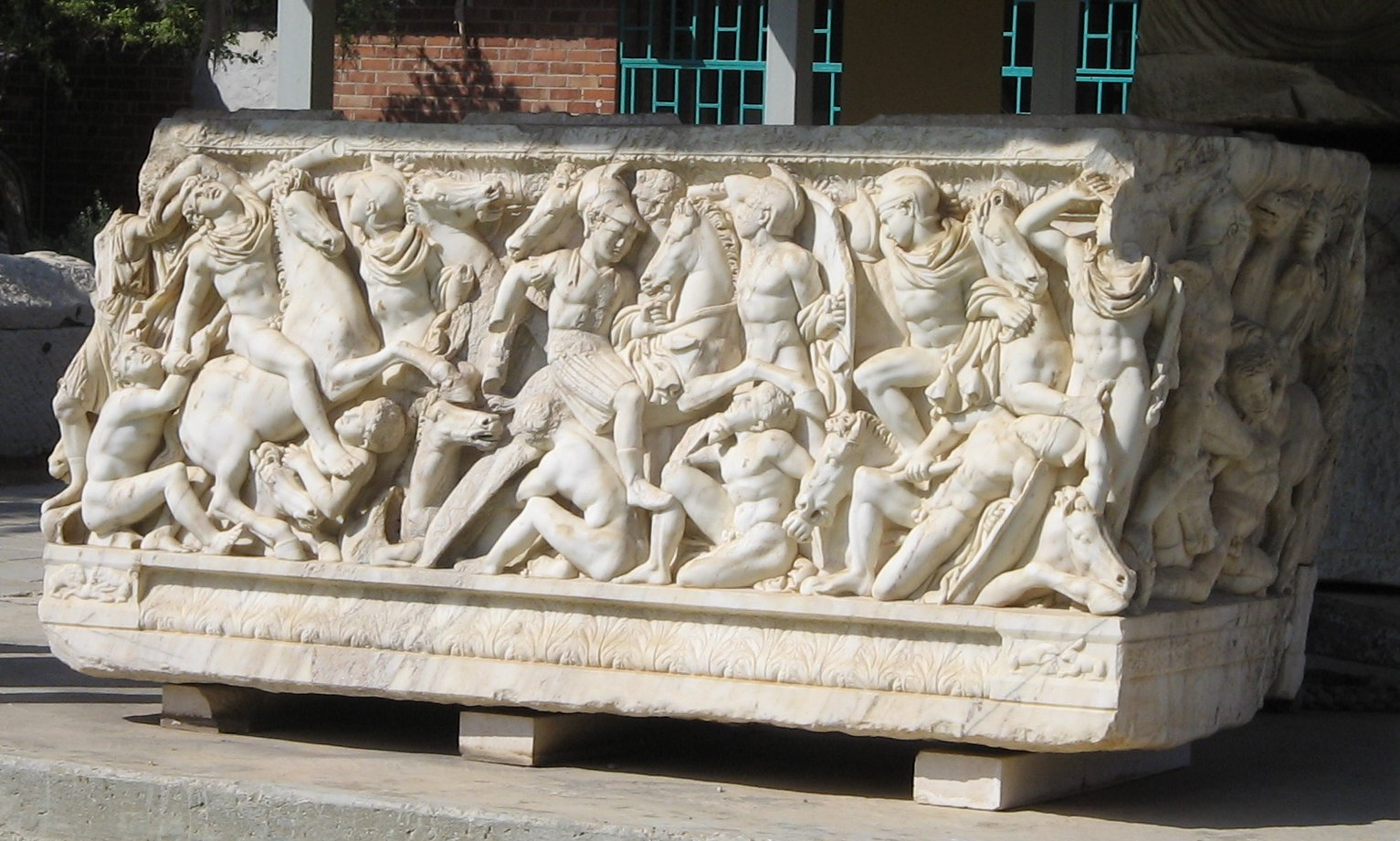
Изображение воинов эллинистического периода (барельеф на саркофаге. Ашкелон, Израиль)

Термин «эллинистические армии» применяется к армиям государств, образовавшихся в результате распада державы Александра Македонского. После смерти Александра его огромная империя была разделена между его бывшими соратниками — диадохами (др.-гр. Διάδοχοι). В ходе Войн диадохов македонская армия, созданная и развитая Александром Македонским и Филиппом II, постепенно изменялась и адаптировалась к новым условиям, усваивая новые виды войск и тактические приёмы, развивая военное дело и совершенствуя унаследованные от классической античности тактики и стратегии. Армии диадохов незначительно отличались от армии Александра, однако уже в период эпигонов (др.-гр. Ἐπίγονοι, потомков и наследников диадохов) различия между их армиями и войсками классической эпохи становятся уже очевидны: численность войска становится важнее его качества, а защита воинов стала возрастать в ущерб их манёвренности. Ограниченное количество этнических греков, которых можно было бы призвать на военную службу, приводила восточные эллинистические монархии ко всё возрастающей зависимости от наёмников, в то время как на западе эллинистического мира постоянная вовлечённость в бесконечные войны привела к ослаблению участвовавших в них государств и, в конечном итоге, открыла Риму прямую дорогу к их завоеванию. Основными эллинистическими державами были государство Селевкидов, Эллинистический Египет, Македония под властью Антигонидов. Менее значимые эллинистические государства — Пергам, Понтийское царство, Эпир, Ахейский союз, Этолийский союз, Сиракузы, Афины, Спарта и т. д.

## Численность эллинистических армий
Диадохи могли призвать на службу одни из самых многочисленных армий того времени, с лёгкостью превосходя по численности войска Филиппа II или его сына Александра Македонского. Однако численность армий, участвовавших в различных кампаниях эллинистического периода, могла значительно варьироваться — от нескольких до семидесяти тысяч. В эллинистических государствах за пределами Греции только часть воинов составляли этнические греки, остальные же воины были либо предоставлены эллинистическому монарху его союзниками и вассалами, либо набраны из местного населения.

### Набор в армию

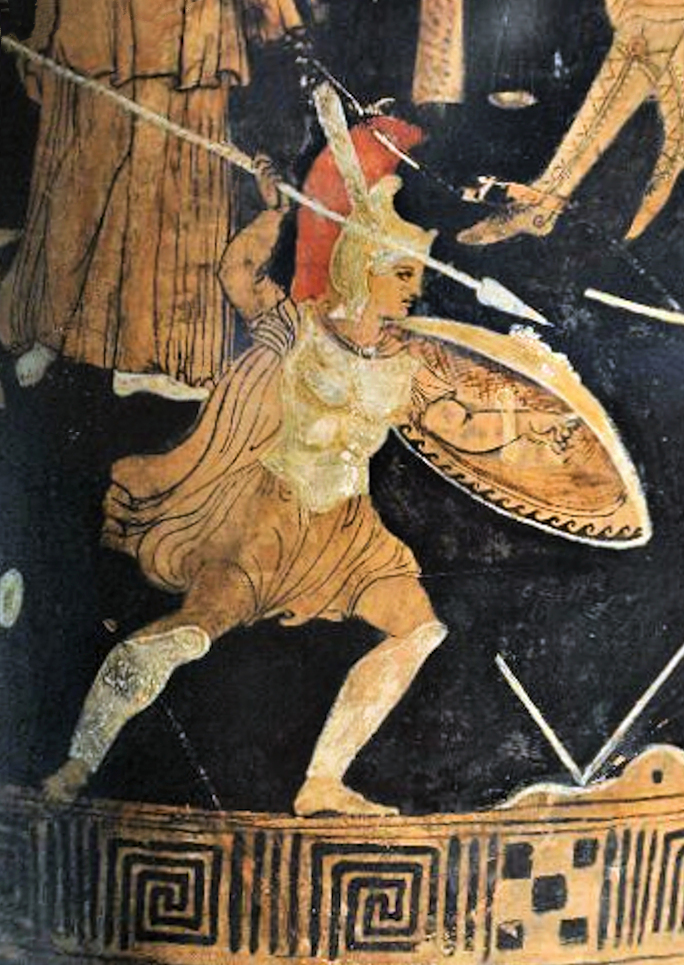
Греческий солдат в бою, около 300 года до н.э. (Изображение Ахилла).

Многие эллинистические монархи сталкивались с серьёзной проблемой — недостатком человеческих ресурсов. По сути дела, эллинистические государства располагали очень ограниченными человеческими ресурсами — по сравнению, например, с Римской республикой, это различие определяло и разницу в тех методах ведения войны, которые эти противники могли себе позволить. Так, римские генералы более спокойно относились к своим возможным поражениям и более охотно рисковали, в то время как полководцы эллинистических монархий не могли себе этого позволить: в случае поражения доступные эллинистическому государству солдаты могли быстро иссякнуть и в таком случае вернуть армию к её прежней численности можно будет очень нескоро, почти через поколение. Многие эллинистические государства были вынуждены полагаться на наёмников, потому что не могли обеспечить нормальную численность армии путём призыва граждан. Так, армия Ахейского союза в период деятельности Арата Сикионского была существенным образом реорганизована: соотношение наёмников и призванных граждан в пехоте было 8000 к 3000, а в кавалерии — поровну, и тех и других было по 500.
Рассмотрим другой пример: к середине III века до н. э. численность спартиатов — то есть полноправных граждан Спарты — сильно уменьшилась по сравнению с эпохой Греко-персидских войн (армия Клеомена III составляла всего около 5000 человек). Реформы Агиса IV, которые он проводил в 240-х годах до н. э., не были доведены до конца в результате сопротивления со стороны крупных землевладельцев. Проблема, заключавшаяся в недостатке граждан, которых можно было бы призвать на военную службу, впоследствии привлекла внимание и Клеомена III, который также попытался решить её путём радикальных реформ. Клеомен III организовал государственный переворот, покончив таким путём с оппозицией в Спарте, и провёл реформы, нацеленные на усиление спартанской армии. В 227 году до н. э. Клеомен III аннулировал все долги, конфисковал крупные земельные владения и перераспределил землю между гражданами, а также дал гражданские права 5000 периэков и метэков, позволил илотам покупать себе свободу за 5 мин серебра — и получил таким образом 500 талантов серебра, часть из этой суммы употребив на вооружение 2000 воинов по македонскому образцу. Однако поражение Спарты в битве при Селласии в 222 году до н. э. и понесённые в этой битве большие потери привели к тому, что правившие после Клеомена III тираны Маханид и Набис уже всецело зависели от воинов-наёмников.
Большие людские потери сильно влияли и на Филиппа V Македонского, особенно после поражения при Киноскефалах в 197 году до н. э. Относительно небольшое население Македонии и огромные потери, понесённые в этой битве, поставили Филиппа V перед необходимостью предпринять какие-то радикальные действия для того, чтобы подготовить своё государство к следующей войне. В период между Первой и Второй Македонскими войнами Филипп V провёл значительные реформы и реорганизовал Македонское царство. Значительные людские ресурсы находились на севере, во Фракии, и македонский царь инициировал перемещения населения: жители приморских городов перемещались на северную границу страны, а фракийцы — на юг. Эти меры, в сочетании экономическими и политическими реформами, позволили сыну и преемнику Филиппа V, Персею, набирать относительно многочисленное войско. Персей имел достаточно провизии, чтобы снабжать свою армию в течение десяти лет, и в период своего могущества мог выставить на поле боя около 43 000 человек, что было значительно больше, чем во времена Филиппа V, который в своё время привёл к Киноскефалам только 25 500 воинов.
Восточные эллинистические царства, такие как эллинистический Египет Птолемеев, государство Селевкидов, Греко-Бактрийское царство и Индо-греческое царство, находились в ещё более сложной ситуации. Основу армий этих государств составляли македоняне и другие греки, численность которых в этих странах всегда была низкой. Пытаясь решить эту проблему, восточные эллинистические цари основывали военные колонии, называвшиеся клерухиями (др.-греч. κληρουχία), в которых селили греческих и македонских наёмников и иных выходцев из Греции и Македонии. Каждому колонисту в клерухии давался участок земли как плата за военную службу. В Египте, например, солдатам и офицерам выдавались земли «в обмен на военную службу, когда бы она ни потребовалась». В то же время, английский историк Уильям Тарн даже предполагает, что греки (известные индийцам как «яваны») были в Индии не настолько малочисленны, как можно было бы предположить, и утверждает: «греков в Индии могло быть намного больше, чем мы должны были бы предположить; мы не должны сбрасывать со счетов большое количество воинов-наёмников и искателей приключений, прибывавших в страну с запада».

## Основные боевые единицы

### Пехота

#### Фаланга

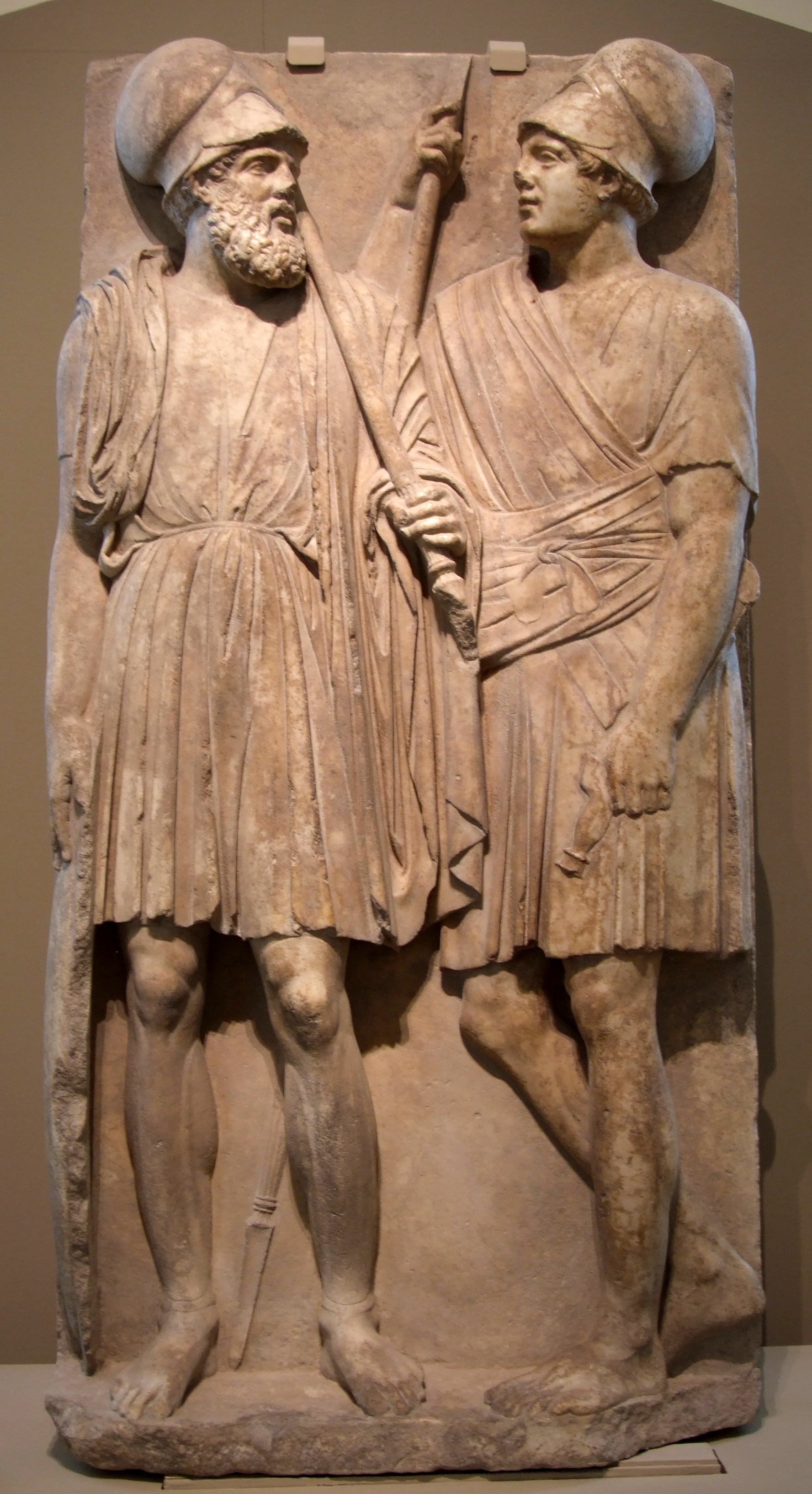
Стела, изображающая воинов Боспорского царства. Таманский полуосторов, с.Юбилейное, третья четверть IV в. до н.э.; мрамор, ГМИИ им. А.С. Пушкина.

Тактика эллинистических армий основывалась на применении фаланги — сомкнутого строя копейщиков, унаследованного от армий Филиппа II и Александра Македонского. В эпоху диадохов и эпигонов фаланга оставалась основой эллинистических войск — в том числе таких разных, как армии Антиоха III Великого и Филиппа V Македонского, именно в это время фалангу часто упоминают античные авторы. Собственно фаланга представляла собой плотный строй пеших солдат, вооружённых длинными копьями — сарисами. Часть солдат, называемых фалангитами, были профессионалами военного дела, обученными всем тактическим приёмам, применению оружия, построениям на поле боя; как правило, это были этнические греки или македоняне. Другая часть армии, также использовавшаяся для построения фаланги, представляла собой ополчение, набранное из местных крестьян (не греков), прошедших только базовую военную подготовку. Такие ополчения были, например, у Птолемея IV Филопатора, когда он победил в битве при Рафии. Определённые изменения, касавшиеся веса положенных фалангиту оружия и доспехов, а также связанные с порядком призыва на военную службу, в конечном итоге превратили фалангу из манёвренной боевой единицы в медленное и полагающееся в основном на количественное превосходство формирование, напору которого сопротивляться было просто бесполезно: фаланга сминала любое сопротивление, действуя, как паровой каток. Манёвры, такие как ложное отступление (применялось Филиппом II в битве при Херонее) или косой строй (применён Александром Македонским в битве при Гавгамелах) в позднеэллинистическое время уже не применялись, но всё равно фаланга (при условии относительно ровного рельефа на поле боя и защищённости с флангов) оставалась вне конкуренции. Хотя ряд исследователей утверждает, что роль фаланги на поле боя заключалась в том, чтобы служить «якорем» для основного войска и не давать армии противника передвигаться в нежелательных направлениях, подавлять и деморализовать армию противника численным превосходством, в то время как основную работу должна была проделывать кавалерия, атакующая противника с флангов и растраивающая его ряды, это утверждение не совсем верно: в большинстве битв того периода фаланга использовалась как основная сила, приносящая победу.
Вооружение фалангитов изменялось с ходом времени, а также различалось в разных регионах эллинистического мира, зависело от предпочтений и богатства правителя, а также от возможностей каждого отдельного солдата, которые являлись на службу со своим оружием.
Шлемы фалангитов варьировались от простых и не защищающих лицо до вариантов фракийского шлема (с подобием маски для защиты щёк, при этом «маска» часто имитировала человеческое лицо). Историки спорят о том, насколько были распространены среди фалангитов (особенно не самых высокоранговых) доспехи, но в любом случае доспехи также были разнообразны: от кирасы из льняной ткани (линоторакс), которая могла быть дополнительно усилена металлическими пластинками, до металлических (обычно бронзовых) нагрудников.

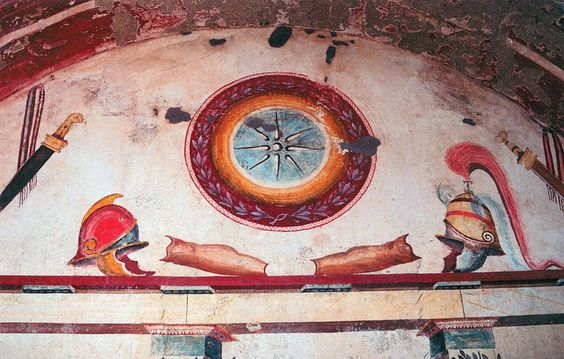
Изображения эллинистических доспехов, оружия и снаряжения из гробницы Лисона и Калликла в древней Миезе (современная Лефкадия), Иматия, Центральная Македония, Греция, II век до нашей эры.

Щиты фалангитов долгое время реконструировались учёными как маленькие круглые «баклеры» из-за того, что именно так их описывал ряд античных авторов, в реальности же они были несколько крупнее — 0,61 метра в диаметре и менее вогнутыми, чем асписы (также известны под названием «гоплон», но исторически правильное название — «аспис», др.гр. ἀσπίς) — щиты гоплитов. Эти щиты надевались на руку так, что оставляли кисть свободной — это позволяло фалангиту управляться с длинным копьём-сарисой. Также фалангиты, особенно сражающиеся в первых рядах фаланги, носили металлические поножи.
Основным оружием фалангита была сариса — массивное копьё, достигавшее в длину 4,8 м (в середине и конце IV века до н. э.) или даже 6,7 м (в период упадка фаланги). Впервые упоминающиеся в правление Филиппа II, сарисы позволяли македонской пехоте нанести удар по врагу, в то же время не позволяя противнику дотянуться до них своими более короткими копьями. В рукопашной свалке сариса была практически бесполезна, но вооружённый этими копьями плотный строй был практически недосягаем на дистанции применения другого не метательного оружия. Первые пять рядов фаланги несли свои сарисы горизонтально, направив их в противника, в то время как остальные ряды держали копья приподнятыми, сохраняя строй плотно сомкнутым. Если противнику удавалось уничтожить первые ряды фаланги, то воины из задних рядов опускали свои сарисы и выступали вперёд, не позволяя противнику прорваться сквозь плотный строй.
В случае рукопашного боя или в любых других обстоятельствах, когда сариса оказывалась бесполезной, фалангиты пользовались разнообразными мечами: ксифосом, кописом, махайрой. Впрочем, любой рукопашный бой в условиях фаланги был затруднён, так как первому ряду фалангитов (которые и могли бы пойти в рукопашную) мешали сарисы их товарищей из задних рядов.
Основным недостатком фаланги была её уязвимость для атак с флангов и с тыла. Именно поэтому фаланга зависела от воинских подразделений, защищающих её фланги и удерживающих противника от атак на фланги и тыл фаланги как минимум до тех пор, пока наступающая фаланга не сомнёт ряды противника своим фронтом. Другой недостаток фаланги заключался в том, что плотное построение было практически невозможно сохранить при передвижении по неровному рельефу. Римляне впоследствии смогли использовать эти слабости фаланги, применяя свои более манёвренные манипулы — они могли длительное время противостоять напору фаланги, давая своим время на то, чтобы атаковать фалангу с флангов и расстроить её. Именно манипулярная тактика позволила римлянам победить при Киноскефалах и при Магнезии, а в битве при Пидне македонская фаланга вынужденно нарушила свой строй при движении по пересечённой местности. Однако, несмотря на многочисленные победы римлян над эллинистическими царствами, при фронтальной атаке на фалангу римский легион всё же не имел никаких шансов. Даже при Пидне возможность атаковать фалангу с фланга и одержать победу ценой большой крови появилась у римлян только благодаря странному отступлению македонской кавалерии.
Диадохи и их потомки, правившие с конца IV века до н. э. до середины I века до н. э., всё более и более зависели от фаланги как основной ударной силы, и поэтому вооружение фалангитов всё более и более утяжелялось, копья удлинялись. Дополнительным вооружением фалангитов поздние эллинистические правители пренебрегали, оно или становилось бесполезным или оставалось только у не отличавшихся надёжностью иностранных наёмников и ополченцев из местного населения. Всё реже и реже встречался творческий подход к тактике ведения войны, всё большее и большее число полководцев рассчитывало на сметающую всё на своём пути стену фаланги.
Историки часто сравнивают эллинистическую фалангу с римским легионом, пытаясь понять, какое из этих формирований было более эффективным. Сторонники легиона как указывают, что при столкновении фаланги и легиона (как это было, например, при Киноскефалах и при Пидне) победителем всегда выходил легион, причём его победа была явной и «чистой». Сторонники же фаланги указывают на победы Пирра и Ганнибала Барки, видя в них доказательства своей точки зрения. В конечном итоге можно сказать, что как такового противостояния между легионами Римской республики и фалангами эллинистических государств в чистом виде не было. Победы римлян при Магнезии, Киноскефалах и Пидне были одержаны при помощи армии, включавшей в себя большое количество не-римских, при этом часто происходящих из тех же эллинистических государств, солдат: кавалеристов, лёгкой и тяжёлой пехоты, слонов. Впрочем, сравнение фаланги и легиона впервые начинает появляться ещё у античных авторов — так, можно вспомнить попытку Полибия объяснить, почему македонская сариса не выдержала противостояния с римским гладиусом. Однако в конечном итоге необходимо признать, что такое прямое сопоставление легиона и фаланги ошибочно, так как у каждого из этих двух способов организации войска есть свои достоинства и недостатки, многократно проявлявшиеся в истории.

##### Появление названия «фаланга» и история этого построения в эллинистический период

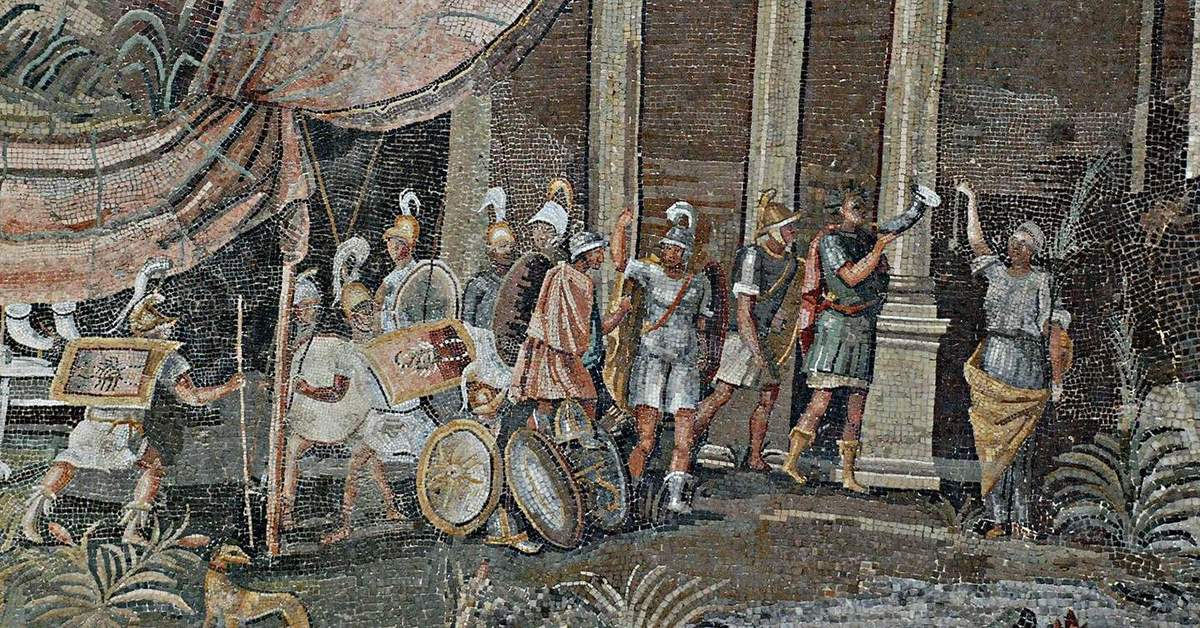
Эллинистические солдаты, около 100 года до н.э., Птолемейский Египет; деталь Нильской мозаики.

В течение эллинистического периода в источниках зафиксированы многочисленные случаи использования фаланги. Некоторые существовавшие ещё до Александра Македонского названия боевых подразделений продолжали употребляться и после его смерти. Примером такого могут послужить аргираспиды (др.-гр. Ἀργυράσπιδες, «серебряные щиты») — первоначально подразделение, состоявшее из самых бесстрашных и дисциплинированных ветеранов. Однако это подразделение было расформировано вскоре после того, как аргираспиды выдали своего командующего Эвмена его сопернику Антигону I Одноглазому. Несмотря на это, название «аргираспиды» сохранилось и впоследствии стало применяться к одному из подразделений селевкидской армии. Тит Ливий описывает этих новых аргираспидов как царскую гвардию в армии Антиоха III. Сражаясь в составе фаланги, аргираспиды участвовали в битвах при Рафии (217 год до н. э.) и Магнезии (190 год до н. э.). В государстве Селевкидов аргираспиды представляли собой элитный отряд численностью в 10 000 человек, в который набирали лучших со всех концов империи. Ко времени военного парада, проведённого Антиохом IV в Антиохии-на-Оронте (166 год до н. э.), численность аргираспидов снизилась вдвое — до 5000 человек. Однако израильский историк Бецалель Бар-Кохба считает, что никакого снижения численности не произошло, просто половина аргираспидов, не потеряв своей функции, была обмундирована и вооружена на «римский» манер и учитывалась отдельно.

В армиях Птолемеевского Египта и греческих государств того периода, а также эллинистической Македонии фаланга была распространённым явлением. Однако Птолемей IV и его министры реформировали египетскую армию и стали призывать в неё этнических египтян — махимов (др.гр. μάχιμοι), представителей египетского военного сословия, появившегося в Поздний период истории Древнего Египта (при XXVI—XXX династиях, 664—332 годах до н. э.). До этой реформы махимы выполняли в армии эллинистического Египта только вспомогательные функции: их использовали в качестве лучников, нападающих из засады и т. п. Махимы в составе фаланги впервые были применены в битве при Рафии (217 год до н. э.) и с тех пор играли важную роль в армии Египта.

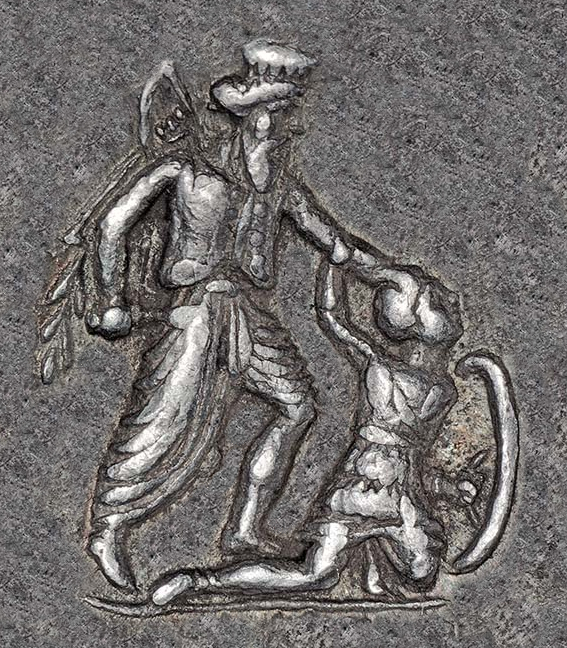
Персидский правитель, убивающий бронированного, возможно греческого или македонского, гоплита, на драхме 3-2-го века до нашей эры персидского правителя Вахбарза (Обороза). Сюжет изображения, вероятно, связан с событиями, описанными древнегреческим писателем Полиэном, в ходе которых Вахбарз, по слухам, убил около 3000 селевкидских военных поселенцев.

Для военных лидеров эллинистического периода было характерно называть отдельные фаланги по цвету их щитов. Таким образом, возникали термины «хрисаспиды» («золотые щиты»), «халкаспиды» («бронзовые щиты»), «леукаспиды» («белые щиты»), этими терминами назывались отдельные подразделения фалангитов, два последних термина активно использовались в армиях македонских Антигонидов. Антигон III вооружил жителей города Мегалополиса (Пелопоннес) и дал им «бронзовые щиты» для участия в битве при Селласии (222 год до н. э.). Сформированное таким образом воинское подразделение упоминается античными авторами при описании участвовавшей в битве при Селласии армии Антигонидов. После битвы при Пидне (168 год до н. э.) называвшиеся по цвету щитов подразделения фалангитов, скорее всего, перестали существовать, так как армия Македонии была разбита римскими войсками. Однако обозначение подразделений по цвету щитов было распространено не только в эллинистической Европе. Так, Плутарх пишет, что Митридат VI, царь Понта, выставил полк халкаспидов («бронзовых щитов») против Суллы в битве при Херонее (86 год до н. э.). Большинство фаланг в государстве Селевкидов, скорее всего, формировались из двух подразделений (упоминаемых в описании парада в Антиохии-на-Оронте 166 года до н. э.) в соотношении: 10 000 хрисаспидов («золотых щитов») и 5000 халкаспидов («бронзовых щитов»). Об этих отрядах известно относительно мало, но они могли, например, участвовать в битве при Бет-Захарии (162 год до н. э., эпизод Маккавейской войны). Леукаспиды («белые щиты») упоминаются при описании армии эпирского царя Пирра, они участвовали в его Итальянской кампании. В 228 году до н.э., при Клеомене III, была реформирована спартанская армия. До этой реформы Спарта едва могла призвать необходимое число гоплитов. Клеомен III сумел организовать фалангу численностью в 4000 воинов, потом к этим солдатам присоединились ещё 2000 освобождённых илотов — всё это позволило спартанской армии успешно конкурировать с леукаспидами македонских Антигонидов. Филопемен реформировал армию Ахейского союза по македонскому образцу в 208—207 годах до н. э., в это же время, к концу III века до н. э., аналогичную реформу проводят и беотийцы, создавая отряды «пелтофоров».

#### «Пельтасты» Антигонидов
В своём описании битвы при Киноскефалах Полибий сообщает нам о подразделениях, которые он называет «пельтастами» и явно включает в состав фаланги. Хотя македонский щит и можно охарактеризовать как пельту (или аналог позднейшего тарджета), сам термин «пельтаст» изначально употреблялся для обозначения легковооружённого действующего преимущественно из засады пехотинца. Учёные высказывали предположение, что эти «пельтасты» Полибия представляли собой на самом деле аналог гипаспистов Александра Македонского — «пехоту… во время боя прикрывавшую фалангу с флангов, а в остальное время использовавшуюся для нападений на противника из засады и рейдов на территорию противника». Пельтастов направляли на выполнение специализированных заданий, таких как нападение на противника из засады в битве за Линкестиду (423 год до н. э.) или же применяли в качестве штурмовых групп, как это было при штурме Кефалонии. Элитные части этих отрядов обозначались термином «агема».
Термин «пельтасты» также употребляется и Диодором Сицилийским, когда он описывает «ификратовых гоплитов» — новую разновидность гоплитов, появившуюся в результате военной реформы Ификрата. Эти гоплиты были экипированы более лёгкими доспехами и щитами меньшего размера, а также вооружены более длинными копьями. Возможно, примерно такие же доспехи и вооружение были и у «пельтастов» Полибия.

#### Туреофоры и торакиты

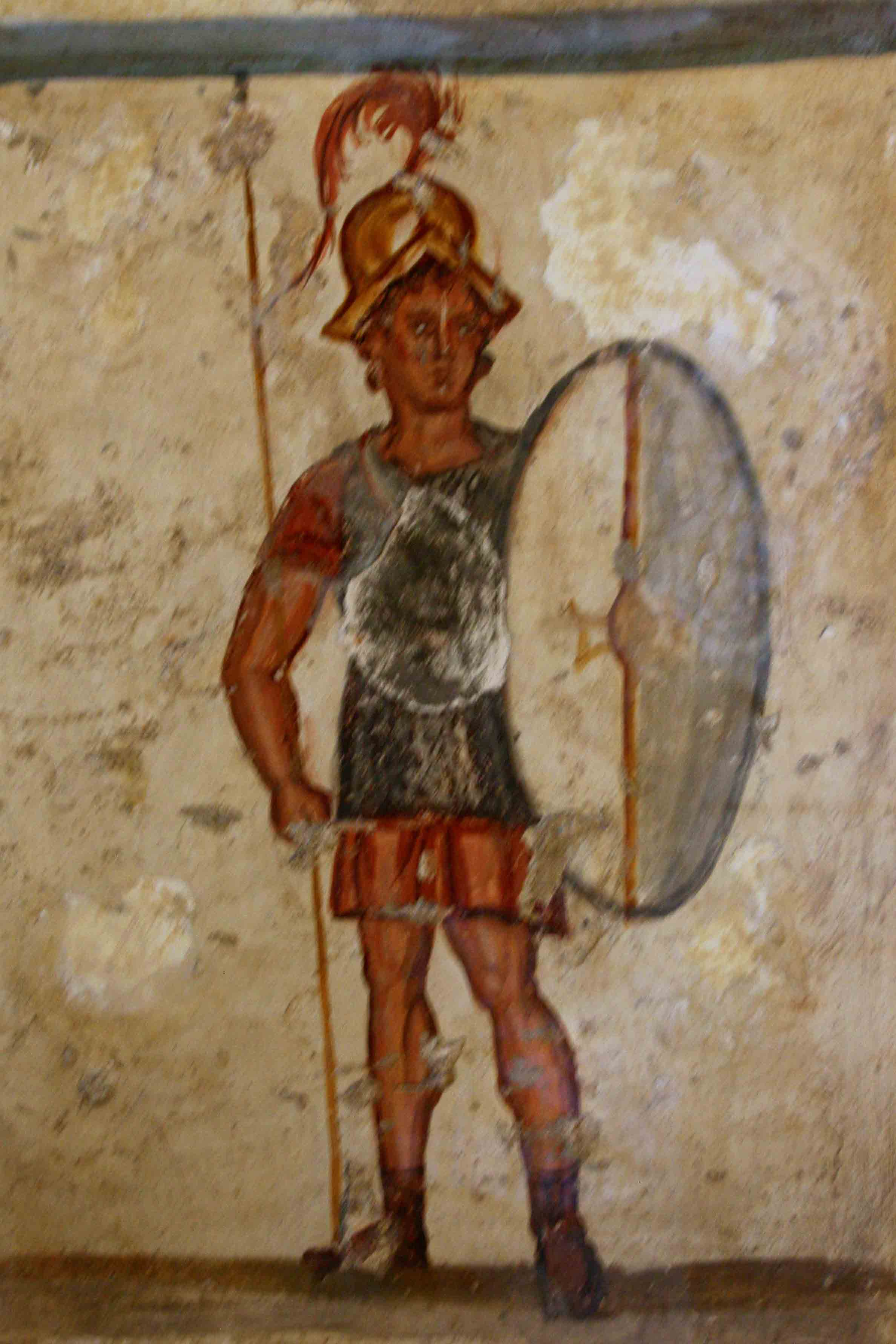
Фреска, изображающая македонского солдата-торакита в кольчужных доспехах и со щитом туреос.

К эллинистическому периоду относится появление таких новых воинских формирований как туреофоры и торакиты. Воины этих подразделений пользовались кельтскими по происхождению щитами-туреосами — овальными щитами, похожими на римские, но более плоскими. Туреофор был вооружён длинным копьём, коротким мечом и, иногда, несколькими метательными копьями. Вооружение и доспехи торакитов были схожими с таковыми туреофоров, но были более тяжёлыми и включали в себя кольчугу. Туреофоры и торакиты представляли собой промежуточную ступень между лёгкой пехотой и фалангой. Они существовали во многих эллинистических армиях, например у Ахейского союза до проведённой Филопеменом реформы. К концу III века до н. э. фаланга «македонского» образца стала основным видом войск даже в таких государствах, как Спарта.
И туреофоры, и торакиты могли сражаться как в составе фаланги (с использованием длинных копий) так и в более свободном строю и в иррегулярных формированиях, действуя против лёгкой пехоты противника или на пересечённой местности.

#### Римское влияние на эллинистические армии
В конце эллинистического периода в государстве Селевкидов и Египте Птолемеев были заимствованы некоторые элементы римской военной системы. Стоит заметить, что ещё эпирский царь Пирр использовал ряд римских тактических приёмов в своей кампании против римлян в 280—275 годах до н. э., аналогично поступил и македонский царь Антигон II в битве при Селласии в 222 году до н. э. И Пирр, и Антигон II располагали легковооружённые отряды между наступающими фалангами. Это можно объяснить тем, что Пирр до этого наблюдал организацию римских легионов и отметил для себя их мобильность — особенно заметную при сравнении с его собственными громоздкими фалангами. Увидев это различие, Пирр адаптировал римский опыт, начав применять (наряду с фалангой) и лёгкие мобильные отряды. Филопемен также использовал подобную тактику с заимствованными у римлян приёмами в битве при Мантинее в 207 году до н. э., придав этим большую гибкость своим фалангам.

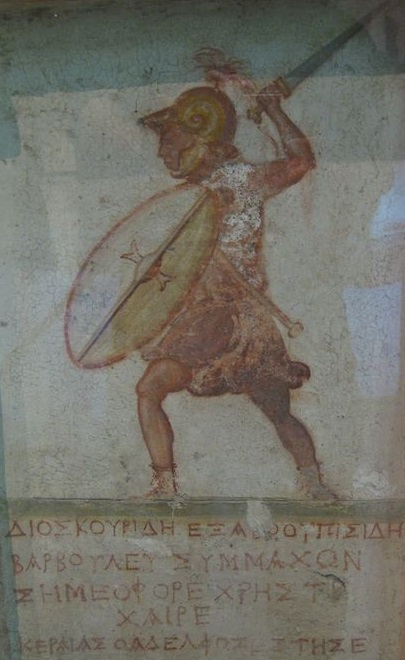
Изображение на стеле Диоскорида, показывающее птолемеевского воина-туреофора (держащего щит-туреос). Это характерный пример заимствований из римской армии. II век до нашей эры.

Также о заимствовании римских вооружений и приёмов говорит и даваемое Полибием описание военного парада войск Антиоха IV в Антиохии-на-Оронте в 166 году до н. э., во время которого часть селевкидской армии была обмундирована и вооружена по римскому образцу. Такие же войска римского образца упоминаются и тогда, когда речь идёт о подавлении Селевкидами восстания Маккавеев. Вероятно, эти реформы, по следующим причинам. Во-первых, Антиох IV Эпифан в молодости жил в Риме и сохранил восхищение римской военной мощью и римскими методами войны. Во-вторых, переобучение армии по римскому образцу могло сделать эту армию более эффективной в военных конфликтах на территориях восточных сатрапий Селевкидской империи — к востоку от реки Тигр, а эти сатрапии были важны для селевкидских правителей, начиная с Антиоха III Великого и заканчивая Деметрием II. В-третьих, новое вооружение и способы тренировки могли сделать армию Селевкидов более эффективной. Тот факт, что перевооружённые на римский манер 5000 воинов во время парада в Антиохии-на-Оронте маршировали впереди всей армии, позволяет предположить, что Антиох IV намеревался реформировать всю свою армию по римскому образцу, но сделал ли он это — мы не знаем. Неизвестно, в какой степени армией Селевкидов были усвоены римские военные традиции, но ряд исследователей предполагает, что пехота Селевкидов состояла в основном из туреофоров и торакитов — воинов, вооружённых овальными щитами кельтского образца, длинными копьями и метательными копьями. Появление туреофоров и торакитов не свидетельствует напрямую о римском влиянии, но сами эти два рода войск, отличавшиеся большей мобильностью по сравнению с классической фалангой, во многом напоминали именно римские легионы и могли развиться под римским влиянием в предшествующий период.
Стелы из Гермополиса показывают нам, что в армии Птолемеевского Египта были подразделения, подобные римским манипулам и даже имевшие собственные штандарты. Каждое такое подразделение делилось на две половины, каждой из которых руководил гекатонтарх (от др.-гр. hecaton — «сто», то есть «сотник», «центурион»). Термин «гекатонтарх» впервые появляется примерно в 150-е годы до н. э. Одновременно с этим философ Асклепиодот (I в. до н.э.) в своей работе «Тактика» описывает синтагму — новое военное подразделение, обладавшее собственным штандартом и состоявшее из двух половин, во главе каждой из которых стоял гекатонтарх. Асклепиодот также описывает и фалангархию — подразделение, приближавшееся по численности воинов к римскому легиону. Исходя из этого, можно заключить, что армия Птолемеев в описываемое время находилась под сильным римским влиянием. Кроме того, в этой армии служили и выходцы из Рима — ветераны и просто искатели приключений. Римляне начинают появляться на службе в Птолемеевском Египте с 252—251 годов до н. э. Птолемеевская армия была в этом отношении довольно необычной, ни в одной другой эллинистической армии присутствия римлян не наблюдалось. Возможно, «именно такие римляне на египетской службе распространили в Египте знания о римском военном деле».
Несмотря на всё вышесказанное, не стоит забывать, что целый ряд римских вооружений и тактических приёмов никогда не был заимствован ни Птолемеями, ни Селевкидами. К примеру, в эллинистических армиях никогда не практиковалось характерное для римских легионов разделение гастатов, принципов и триариев, равно как не была проведена и интеграция легковооружённых отрядов в структуру пехоты. Это привело к тому, что ни одна эллинистическая армия не смогла предложить чего-либо эквивалентного римской когорте. Вместо этого в армиях эллинистических государств имели место более крупные подразделения, не имевшие аналогов у римлян. Если же говорить о вооружениях и доспехах, то большинство этих так называемых «романизированных» подразделений в эллинистических армиях не променяли традиционное для эллинистического войска копьё на меч, в то время как римские гастаты и принципы произвели такую замену в конце III — начале II веков до н. э. Кроме того, римляне использовали пилум — вариацию метательного копья, которая так и не вытеснила местные образцы метательных копий в эллинистических армиях. Сходство между эллинистическими армиями рассматриваемого периода и римской армией в том, что касается шлемов и кольчуг, может быть объяснено кельтским влиянием, которое в тот период испытывали как римляне, так и греки. Опираясь на вышесказанное, можно предположить, что эллинистические царства реформировали и реорганизовывали свои армии, в определённых отношениях следуя римским образцам, но всё-таки более вероятной кажется конвергентная эволюция эллинистических и римской армий, при этом две культуры взаимно влияли друг на друга.
В 86 году до н. э. у Митридата была стодвадцатитысячная вооружённая по римскому образцу армия. Такая армия появилась у понтийского царя после заключения союза с Квинтом Серторием, противником Суллы. Согласно условиям договора, Серторий отправил к Митридату VI Евпатору группу специалистов для того, чтобы реорганизовать армию Понта по римскому образцу. Эти «римские» боевые подразделения сражались в армии Понта бок о бок с традиционной фалангой. «Легионы» такого типа описывает и Юлий Цезарь, повествуя о своей кампании против нумидийского царя Юбы I в Северной Африке и против галатского царя Дейотара на Ближнем Востоке. Впрочем, все эти организованные и вооружённые по римскому образцу армии эллинистических государств не могли конкурировать с настоящими легионами на поле боя.

### Эллинистическая кавалерия

#### Организация кавалерии
Организация кавалерии различалась в разных эллинистических царствах, однако всё равно можно выделить общие черты, характерные для всех эллинистических государств. Так, кавалерия Беотийского союза находилась под командованием гиппарха, а каждый эскадрон («ила», во множественном числе «илай») подчинялся иларху. Также среди офицеров Беотийского союза были и тарантинархи, командовавшие действовавшими из засады и ведшими партизанскую войну специализированными кавалерийскими подразделениями.
Этолийский союз был знаменит своей кавалерией, которая стала считаться лучшей в Греции к концу III века до н. э. Однако относительная численность кавалерии в армии Этолийского союза была невысока. Этот вывод можно сделать на основании того, что в 218 году до н. э. этолийцы использовали в боевых действиях 3000 пехотинцев и всего 400 кавалеристов. Всё, что мы знаем об организации кавалерии Этолийского союза — это упоминание уламов, небольших эскадронов неизвестной численности.
Кавалерия Ахейского союза была, вероятно, достаточно неэффективна. В конце III века до н. э. Филопемен, завершив реформирование пехоты Ахейского союза по македонскому образцу, реформировал также и кавалерию. Она была разделена им на лохосы — группы из 8 кавалеристов; эти подразделения впоследствии группировались в дилохии (16 кавалеристов), улохии (32), илы (64), гиппархии (128) и синтагмы (256).
Македония под властью Антигонидов также располагала незначительной в процентном отношении к остальной армии кавалерией. Историк Дункан Хид (Duncan Head) считает, что доля кавалерии в армии Антигонидов составляла от 5 % до 10 %. Столь малая доля кавалерии могла быть вызвана разными причинами: слишком активным набором в пехоту; большими людскими потерями в войнах; даже тем фактом, что многие представители македонского благородного сословия, которые и шли в кавалерию во времена Филиппа II и Александра Македонского, мигрировали на восток и не вернулись. Однако ко времени Филиппа V и Персея численность кавалерии в армии Антигонидов немного выросла. Так, в 219 году до н. э. в армии Филиппа V насчитывалось 400 кавалеристов, это подразделение было известно под названием Царской (или Священной) илы. В дополнение к немногочисленной кавалерии из этнических македонян использовались также кавалеристы-наёмники.
В Египте Птолемеев кавалерия делилась на гиппархии, каждая из которых находилась под командованием гиппарха. Гиппархия, соответственно, делилась на илы, ила — на лохосы, а те — на декады, то есть десятки, подразделения по 10 воинов. Существовало две категории гиппархий. Для III века до н. э. известно 5 гиппархий высокого статуса, две из них (четвёртая и пятая) продолжали существовать и во II веке до н. э. В дополнение к вышеназванным существовали также гиппархии более низкого статуса, известные под «этническими» именами: Фессалийская, Фракийская, Мизийская и Персидская. Эти подразделения состояли, очевидно, из кавалеристов-наёмников, не обязательно соответствующего названию гиппархии этнического происхождения.
В государстве Селевкидов кавалерия делилась на подразделения, называемые «уламы», те же, в свою очередь, делились на илы. Основной элитной частью кавалерии были агема и гетайры («компаньоны»), но также существовали выполнявшие вспомогательные функции конное ополчение (набиравшееся из граждан) и конная милиция — то есть опять же ополчение, создававшееся только на время войны. Гетайры представляли собой элитные кавалерийские подразделения в армии Селевкидов, не распускавшиеся в мирное время. Агема набиралась из мидийцев и жителей соседних регионов, а после завоевания Мидии парфянами — скорее всего, из поселенцев-македонян. Гетайры сопровождали и охраняли царя в бою, или же — возможно — и гетайры, и агема сопровождали царя и подчинялись непосредственно ему. Из среды гетайров и агемы выделялись также Basilikoi Philoi («царские друзья»), представлявшие собой элитную кавалерию, наиболее приближённую к царю.

#### Применявшиеся кавалерией тактика

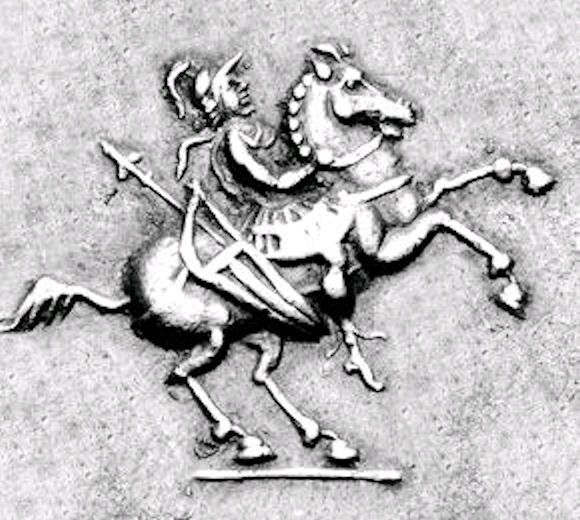
Царь Гиппострат верхом на лошади, около 100 года до н.э. (деталь монеты).

Кавалерия эллинистического периода была значительно более разнообразна по сравнению с кавалерией классической эпохи. В греческих трактатах по военному делу выделяются такие категории кавалеристов как: катафрактарии (полностью защищённая бронёй тяжёлая кавалерия, не путать с селевкидскими, парфянскими и византийскими катафрактами) и афракты (лишённая брони лёгкая кавалерия). Термин «катафрактарии» часто использовался современниками для обозначения тяжеловооружённой бронированной кавалерии, вооружённой, как правило, копьями и в ряде случаев пользующейся щитами (обычно туреосами) для дополнительной защиты. Лишённая доспехов кавалерия делилась соответственно на копейщиков, метателей копий и лучников. Копейная конница (ксистофоры или доратофоры) атаковала противника плотным строем. Метатели копий также назывались «тарентинцами» (вне зависимости от их этнического или географического происхождения) и атаковали противника с безопасного для них самих расстояния. При отступлении противника они могли или преследовать его, или обстреливать копьями с безопасной дистанции. Третья категория лёгкой кавалерии — лучники, которых также называли «скифами» опять же вне зависимости от их происхождения. Элиан Тактик и Асклепиодот демонстрируют нам, что все внутренние разделения внутри кавалерии включают в себя широкий спектр возможных вариантов. Классификация Арриана также во многом подобна вышеприведённой.
Большинство кавалерийских подразделений эллинистического периода носили среднюю броню и были вооружены метательными копьями и/или пиками. Катафрактарии впервые появились в государстве Селевкидов в конце III века до н. э. Существуют свидетельства о том, что они также существовали, правда, в облегчённом варианте и в течение непродолжительного времени, в армии Пергамского царства. Антиох III Великий в битве при Магнезии вывел на поле боя 6000 кавалеристов, это первый известный нам из античных источников случай, когда кавалерия победила атакующую в плотном строю пехоту, хотя Антиох и не смог воспользоваться этим и проиграл битву. Селевкиды также имели в своей армии конных лучников, набиравшихся в ограниченных количествах в восточных сатрапиях империи, и этот род войск никогда не присутствовал в их армии в значительных количествах. Птолемеи также, как и Селевкиды, использовали тяжеловооружённых конных копейщиков, однако в Египте они никогда не назывались катафрактариями и не были настолько тяжело бронированы. Возможно, такое облегчение брони объяснялось жарким климатом Египта. В Македонии конные копейщики также присутствовали, эта традиция восходила ещё к гетайрам Александра Македонского, но их эффективность в бою сильно уступала таковой классических гетайров. Во всех остальных государствах эллинистического мира кавалерия оставалась такой же, какой была и до Александра Македонского — вооружённой метательными копьями и короткими пиками. Однако эллинистические государства набирали в кавалерию не только этнических греков, но и представителей покорённых или союзных негреческих народов, такая кавалерия сильно варьировала в плане вооружений и брони, а также в отношении боевой эффективности. Также были и кавалерийские части, формировавшиеся из наёмников: фракийцев, армян и даже берберов.
В дошедших до нас описаниях битв с участием кавалерии названия кавалерийских подразделений не упоминаются, однако все древнегреческие трактаты по военному делу, такие как «Искусство военной тактики» («Techne Taktike») Асклепиодота (написано в I веке до н. э.), детально описывают различные построения кавалерии на поле боя (клином, ромбом и т. д.). Это говорит о том, что все описываемые в этих трактатах тактические приёмы были в ходу как минимум в эпоху составления этих трактатов, наряду с более традиционным прямоугольным построением кавалерии. Таким образом, мы можем предположить, что все эти тактические приёмы применялись в течение всего эллинистического периода. К другим упоминающимся у древних авторов и, возможно, использовавшимся на практике построениям относились: тарентинский круг (названный так потому, что он был изобретён жителями Тарантума — нынешнего Таранто, Апулия, Италия) и скифское построение (в котором были задействованы скифские конные лучники). Оба упомянутых построения использовались для нападения из засады и сдерживания противника на поле боя, не позволяли противнику беспрепятственно атаковать основные силы.
Хотя в течение всего эллинистического периода полководцы в большей мере рассчитывали на пехоту, а не на кавалерию, большинство значительных битв той эпохи демонстрируют нам, что победа часто зависела от правильных действий именно кавалерии. Так, Антигон I потерпел поражение при Ипсе потому, что его победоносная до того кавалерия не смогла прекратить преследование противника и вернуться до того, как 400 вражеских боевых слонов блокировали ей путь назад. Антиох III Великий проиграл битву при Рафии потому, что отправив свою кавалерию преследовать отступающего противника, не смог вовремя вернуть её и направить на вражескую фалангу. В битве при Киноскефалах (197 год до н. э.) кавалерия Этолийского союза сыграла ключевую роль. В битве при Пидне (168 год до н. э.) македонская кавалерия внезапно покинула поле боя, позволив римлянам окружить и уничтожить фалангу Персея. При Магнезии катафрактарии Антиоха III заставили римские легионы отступить, но именно кавалерия Эвмена II отбросила селевкидских катафрактариев и обеспечила Риму победу. В битве при Селласии именно кавалерия Филопемена, завоевавшая до того Ойду, заслужила восхищение Антигона III.

#### Тяжёлая кавалерия
На данный момент не известно о каких-либо упоминаниях тяжёлой кавалерии в относящихся к тому времени древнегреческих трактатах по военному делу. К несчастью, даже сегодня у нас нет определения того, что понимали греки эллинистического периода под «тяжёлой кавалерией». Часть учёных считает, что под этим термином нужно понимать любую кавалерию, способную «проламывать» боевой порядок врага концентрированным фронтальным ударом. Другие же учёные говорят, что «тяжёлая кавалерия» в представлении древних греков — это кавалерия, защищённая бронёй. Согласно самим древнегреческим авторам, любая кавалерия, не обозначенная прямо как «лёгкая», должна считаться тяжёлой, особенно если её функция не сводится к нападениям из засады и партизанской войне. Другой аспект использования кавалерии в эллинистический период заключается в том, что полководцы того времени избегали применять кавалерию (даже тяжёлую и высоко дисциплинированную) против хорошо организованной многочисленной пехоты. Это нежелание очевидно из многих описаний битв того времени, дававшихся современниками и историками. Если верить Арриану, когда Александр Македонский столкнулся в Индии с племенем маллиев, он не стал атаковать их силами своих ветеранов-кавалеристов — гетайров и фракийцев — но использовал традиционную стратегию, согласно которой кавалерия должна была быстро атаковать и быстро отступать.
Можно сказать, что большинство типов кавалерии в эллинистических государствах можно относить к тяжёлой кавалерии вне зависимости от защищавшей кавалеристов брони — на основании того, что эти разновидности кавалерии были вооружены длинными копьями и действовали в плотном строю. Традиционная греческая кавалерия обычно прикрывала отступление своих войск или преследовала отступающего противника. В большинстве случаев кавалеристы должны были поражать противника метательными копьями с определённого расстояния, избегая рукопашного боя. Македонские гетайры (дословно «компаньоны» царя), возможно, были первым по времени появления кавалерийским формированием, предназначенным для рукопашного боя и вооружённым для этого длинными и не предназначенными для метания копьями, а также снабжённым тяжёлой бронёй. Начатая гетайрами традиция была продолжена и в образовавшихся после распада империи Александра Македонского государствах, подобные гетайрам кавалерийские подразделения для ближнего боя были известны как доратофоры или ксистофоры (оба термина в переводе означают «копейщики»). Термин «гетайры» продолжал применяться к кавалерийским формированиям, набираемым из аристократов. Доратофоры использовались на войне прежде всего для атак на вражескую кавалерию, возможности их применения против атакующей сомкнутым строем пехоты противника были очень ограничены. Подобным же образом были вооружены и кавалеристы, составлявшие агему — личную гвардию царя, присутствовавшую во многих эллинистических государствах. Своего предела развитие тяжёлой кавалерии в эллинистическую эпоху достигло при появлении катафрактариев в армии Селевкидов.

##### Катафрактарии
Катафрактарии представляли собой тяжеловооружённую и защищённую тяжёлой бронёй кавалерию. Впервые термин «катафрактарий» появляется при Антиохе III, царе государства Селевкидов, во время его экспедиции на восток в 212—205 годах до н. э. Ведя войну в Парфии и Бактрии, Антиох III увидел местную тяжёлую кавалерию — катафрактариев — и создал такую же в своей армии. С этого момента большинство подразделений тяжёлой кавалерии в армии Селевкидов вооружались именно по образцу парфянских и бактрийских катафрактариев, хотя и сохраняли свои изначальные греческие названия. Катафрактарии появились в армиях не всех эллинистических государств, а только в восточной части эллинистического мира.
Что представлял собой доспех катафрактария? И воин, и его боевой конь были полностью покрыты бронёй — чешуйчатым доспехом, в котором металлические чешуи нашивались внахлёст на тканую основу. Лицо и голова воина полностью закрывались цельнометаллическим шлемом. Коню приходилось нести на себе значительный вес (всадника в доспехах и собственные доспехи), поэтому ни о каких продолжительных атаках не могло быть и речи. Вместо этого катафрактарии рысью приближались к противнику на необходимое расстояние — и только с этого расстояния начинали атаковать, вкладывая всю энергию в краткую по времени решающую атаку. В бою катафрактарий и его конь хорошо защищены от копий и стрел противника своей тяжёлой бронёй. Однако если битва затягивалась — катафрактарию и прежде всего его коню угрожали усталость и перегрев под тяжёлыми металлическими доспехами.
Стандартным оружием катафрактария был ксистон (др.-гр. ξυστόν) — длинное копьё. В ближнем бою в качестве дополнительного оружия могли использоваться булава или меч. Идея катафрактария, вооружённого булавой, впоследствии воплотилась в появившихся в империи Сасанидов и впоследствии заимствованных римлянами и византийцами клибанариях: они носили кольчугу (и всадник, и конь) и были вооружены булавами.

#### Лёгкая кавалерия

##### Конные лучники
В сочинениях античных историков, от Арриана до Аппиана, детально описаны и названы племена, народы и этнические группы, из которых эллинистические правители набирали конных лучников. Среди этих племён и этнических групп выделяются: дахи (ираноязычные племена с восточного берега Каспийского моря), мизийцы (народ, обитавший на северо-западе Малой Азии), скифы и др.

##### Тарантинская конница
Изначально «тарантинская» конница представляла собой кавалерию Тарентума — греческой колонии в южной Италии (сейчас город Таранто, Италия). Этот вид кавалерии прославился своей необычной боевой тактикой. Во всём греко-римском мире только тарантинская конница в полной мере развила тактику партизанской войны. Тарантинская кавалерия сражалась без доспехов, только со щитом и метательными копьями, которыми поражала противника с расстояния, не подпуская его к себе и не позволяя начать рукопашный бой. К эллинистическому периоду относятся многочисленные упоминания о тарантинской коннице, даже применительно к армии Македонской империи, однако, у древних авторов не встречается развёрнутого описания ни вооружений тарантинцев, ни их тактики. Из древнегреческих трактатов по военному делу мы понимаем, что «тарантинцами» называли любую легковооружённую кавалерию, которая сначала обстреливает противника метательными копьями и только потом идёт в ближний бой. Кавалерия, избегавшая ближнего боя и предпочитавшая поражать противника с безопасного расстояния, всегда называется «тарантинской». Из этого мы делаем вывод, что в эллинистическую эпоху термин «тарантинская конница» уже потерял свою географическую и этническую привязку и употреблялся только для обозначения подразделений, применяющих определённую тактику.

## Специализированные боевые единицы

### Колесницы
Боевые колесницы в эллинистический период использовались редко. Их ценность как оружия против обладающего определёнными боевыми навыками противника была очень низкой, что можно видеть хотя бы на примере битвы при Кунаксе (о которой пишет Ксенофонт в своём «Анабасисе Кира») и битвы при Гавгамелах. Греки считали применение боевых колесниц скорее вредной, чем полезной практикой, именно так она характеризуется в древнегреческих трактатах по военному делу. Впрочем, боевые колесницы могли использоваться для психической атаки на плохо тренированного и неопытного противника, например — на ополчения каких-нибудь азиатских племён. Идея о том, что римляне никогда раньше не сталкивались с боевыми колесницами, подвигла Антиоха III использовать этот вид вооружений против римской армии — что привело к его собственному поражению. Аппиан предполагает, что достаточно ранить тянущих одну боевую колесницу лошадей — и весь строй боевых колесниц нарушится, так как все остальные колесницы начнут тормозить и маневрировать, чтобы не повредить своих режущими лезвиями на осях колёс. Полководец Архелай также использовал боевые колесницы против Суллы в битве при Херонее (86 год до н. э.) — и снова без какой-либо пользы.

### Боевые слоны

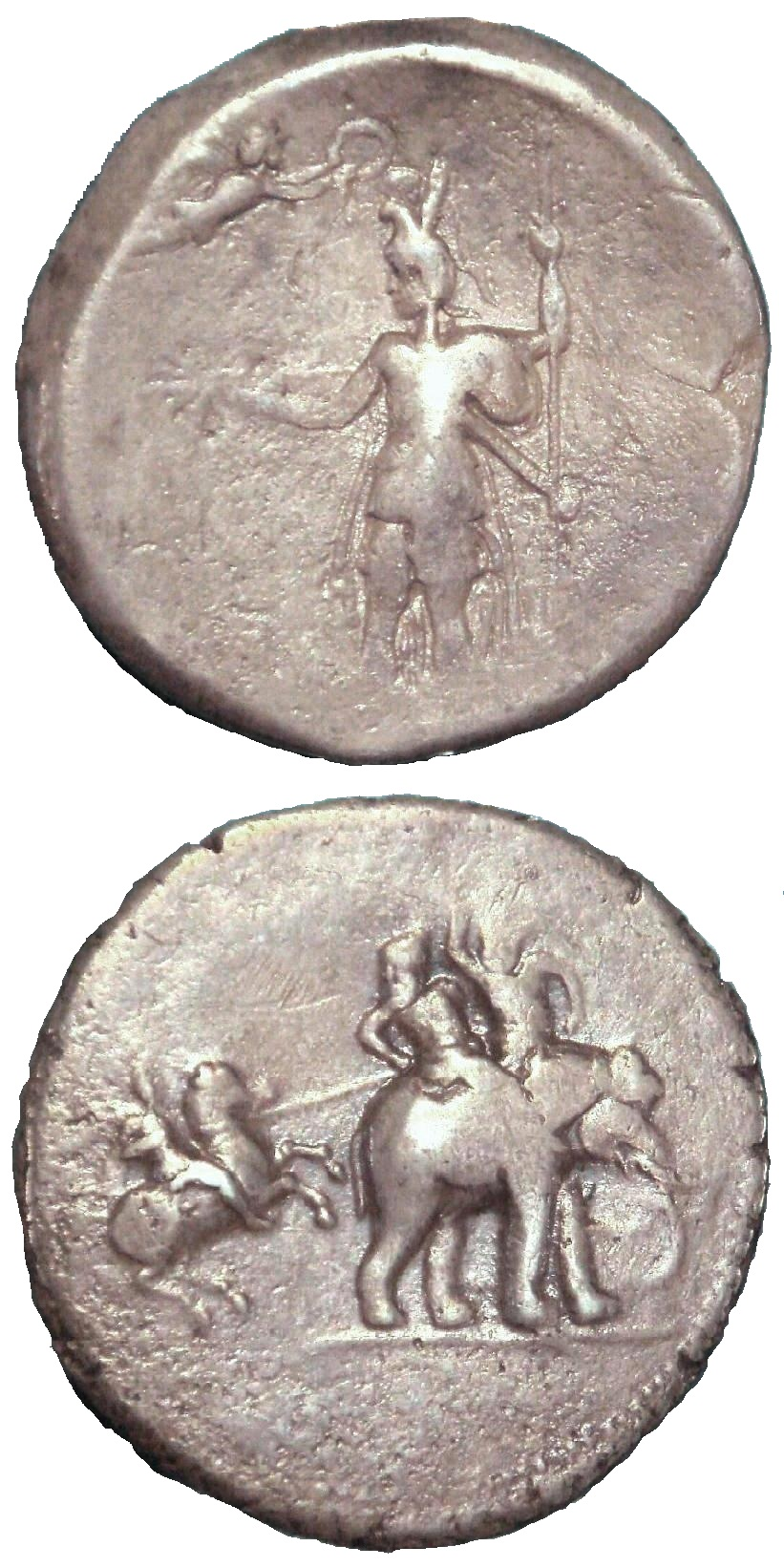
Монета Александра Македонского, отчеканенная в Вавилоне около 322 года до н.э., после его походов в Индию. Аверс: Богиня победы Ника возлагает на голову Александра венок. Реверс: Александр атакует царя Пора.

Древнегреческие теоретики военного дела считали боевых слонов очень ненадёжными, но это не мешало полководцам эллинистического периода (особенно на востоке эллинистического мира) использовать этот род войск во многих сражениях. Как показал целый ряд битв, в том числе войны эпирского царя Пирра и карфагенского полководца Ганнибала Барки, слоны могут пробить линию обороны противника и выиграть битву — но только если противник не умеет с ними сражаться. Слоны хороши для атаки на фронт противника — но если они впадут в панику, они превращаются в огромную угрозу для собственной же армии. По утверждению Тита Ливия, слоны представляют наибольшую угрозу именно в состоянии паники, когда становятся неуправляемыми. Полководцы эллинистического периода прекрасно понимали это и поэтому не выпускали слонов вперёд всех своих войск, чтобы не допустить того, что случилось в битве на Гидаспе (когда войско индийского царя Пора пострадало от собственных же запаниковавших слонов) и в битве при Заме (когда слоны Ганнибала Барки также оказались бесполезными из-за умело вызванной римлянами паники животных). Вместо этого полководцы эллинистической эпохи держали боевых слонов на флангах своих войск, где те не позволяли вражеской кавалерии приближаться и атаковать, защищая пехоту от кавалерийской атаки с фланга. Против таких защищающих фланги слонов противник мог использовать собственных боевых слонов, без которых нельзя было обойтись, потому что кавалерия против слонов была просто бесполезна. При этом для отступления слонов нужно было оставить пространство, чтобы они не затоптали при отступлении собственную пехоту. Слонов иногда сопровождали иррегулярные пехотные части, которые должны были защищать животных от вражеской пехоты.
Необычным образом боевые слоны были применены в битве при Ипсе, когда Селевк I Никатор выстроил своих слонов в длинную линию между полем боя и победоносной кавалерией Деметрия I, эффективно мешая последнему вмешаться в битву и обеспечивая себе победу. Этот случай может служить примером того, что кавалерия против слонов была бесполезна из-за страха лошадей перед слонами.
Боевой слон, как правило, нёс на своей спине своеобразную «башенку», в которой сидело несколько солдат, вооружённых сарисами, метательными копьями и луками со стрелами. Управляющий слоном — махаут — сидел на шее животного и направлял его в бой. Слон часто был защищён доспехами. Размеры башенки на спине боевого слона были пропорциональны массе и габаритам животного, у североафриканских слонов (лат. Loxodonta africana pharaohensis или berbericus, hannibali, ныне вымерший подвид) в египетской армии Птолемеев башенки на спине делались значительно меньше, чем у азиатских слонов (лат. Elephas maximus, существуют и в настоящее время) Селевкидов. Полибий показывает нам, как выглядела битва между двумя этими видами слонов, описывая битву при Рафии, в которой азиатские слоны Антиоха III легко обратили в бегство североафриканских слонов Птолемея IV, но это не принесло победы Антиоху, так как египетская фаланга оказалась сильнее сирийской фаланги.

### Метательные орудия
Метательные орудия также использовалась эллинистическими армиями, но редко и без значительного эффекта. Катапульты и другие тяжёлые метательные машины имели ограниченный радиус действия, это означало, что их нужно было подводить как можно ближе к противнику. Это делало их уязвимыми, а невозможность быстро ввести катапульту в бой и быстро вывести её из боя делала это орудие скорее обузой армии, чем эффективным оружием. Спартанский тиран Маханид (др.-гр. Μαχανίδας) понял это на собственном горьком опыте, когда в битве при Мантинее (207 год до н. э.) его артиллерия была быстро захвачена пехотой Ахейского союза под командованием Филопемена. Филипп V Македонский использовал метательные орудия в сочетании с полевыми укреплениями при обороне долины реки Аоос (теперь называется Вьоса, впадает в Адриатическое море) в ходе Второй Македонской войны, чем причинил римлянам значительный ущерб. Антиох III использовал эти орудия в битве при Фермопилах (191 год до н. э.), но это ему не помогло. Персей Македонский пользовался артиллерией в ходе Третьей Македонской войны для обороны долины реки Элпеус (на территории Греции, её исток находится на склоне горы Олимп) от римской армии Луция Эмилия Павла, который не рискнул прорываться через защищённый подобным образом рубеж и пошёл в обход. Также артиллерия применялась при обороне укреплённых городов. Использование артиллерии на поле боя оставалось незначительным, о каком-либо массовом применении артиллерии на поле боя можно говорить только в очень поздний период. О таком случае нам говорит, например, Арриан в своей работе «Диспозиция против аланов».

### Одногорбые верблюды
Источники говорят, что верблюды были использованы армией Селевкидов в ходе битвы при Магнезии, но их ограниченное число (500) позволяет предположить, что это не были регулярные части. Ксенофонт говорит, что запах верблюдов отпугивал лошадей, но другие античные авторы не подтверждают эту информацию.

## Построения армии на поле боя
Как правило, на поле боя центральное положение занимала фаланга, атака которой зачастую решала исход битвы. С флангов фалангу обычно защищали другие подразделения пехоты, которые, как правило, были более надёжны и дисциплинированы, чем фалангиты. Кавалерия и слоны также располагались на флангах, чтобы защищать их от атаки противника. Лёгкая пехота могла быть расположена перед фалангой, чтобы обстрелом по возможности расстроить первые ряды фаланги противника. После этого лёгкая пехота перемещалась на фланги, где действовала вместе с кавалерией и слонами.
Отклонения от описанной выше схемы были редки, но имели место. Эпирский царь Пирр противостоял римским легионам, используя смешанное построение из пикинёров, копейщиков и боевых слонов — и одерживая благодаря такому построению победы, хотя и покупавшиеся большой кровью. Решения Пирра — опытного тактика и стратега — во многом объяснялись и тем, что в его армии было много очень ненадёжных подразделений, набранных из жителей Великой Греции — греческих колоний на юге нынешней Италии. Также необычное построение войск было продемонстрировано и в битве при Селласии, где Антигон III эффективно применил ряд отдельных атак на противника, чьё передвижение было затруднено.

## Осады городов
В эллинистический период развитие науки шло как никогда раньше быстрыми темпами — и это напрямую отразилось на искусстве осады городов. Архимед создал машины, которые привели в ужас осаждавших Сиракузы римлян; македонский царь Деметрий I был знаменит огромными осадными машинами, которые применял для осады городов, особенно против города Родос на одноимённом острове. Впрочем, в большинстве случаев осада города даже в эллинистическую эпоху предполагала более традиционные методы, в большинстве случаев осаждающие надеялись на быстроту и неожиданность своей атаки, а также на предателей — но не на длительную подготовку к осаде и бомбардировку города. Тит Ливий подробно описывает агрессивные методы ведения войны, характерные для его времени, непрерывные атаки на осаждённые города, передвижения войск, патрулирование окружающих территорий с целью блокады осаждённых.

## Основные события эллинистического периода
Войны
- Войны диадохов
- Пиррова война
- Сирийские войны
- Македонские войны

Сражения
- Битва при Ипсе
- Битва при Гераклее
- Битва при Аускуле (279 до н. э.)
- Битва при Селласии
- Битва при Рафии
- Битва при Мантинее (207 до н. э.)
- Битва при Киноскефалах (июнь 197 до н. э.)
- Битва при Магнезии
- Битва при Пидне